# Пирс Эджкамб, 5-й граф Маунт-Эджкамб
Пирс Александр Гамильтон Эджкамб, 5-й граф Маунт-Эджкамб (англ. Piers Alexander Hamilton Edgcumbe, 5th Earl of Mount Edgcumbe; 2 июля 1865 — 10 апреля 1944) — британский пэр и военный, который с отличием служил во Второй англо-бурской войне. С 1865 по 1917 од он носил титул учтивости — виконт Вэллеторт.

## Биография
Родился 2 июля 1865 года. Единственный сын Уильяма Генри Эджкамба, 4-го графа Маунт-Эджкамба (1833—1917), от его первой жены, леди Кэтрин Гамильтон (1840—1874), четвертой дочери Джеймса Гамильтона, 1-го герцога Аберкорна и его жены, леди Луизы Рассел.
Получив образование в Оксфордском университете и будучи страстным наездником, он был частью университетской команды по поло, игравшей против Кембриджа в 1885—1887 годах.
Пирс Эджкамб был назначен капитаном 3-го (милицейского) полка Батальона легкой пехоты герцога Корнуольского 23 марта 1891 года. После начала Англо-бурской войны в 1899 году он отправился служить в Южную Африку. Он уехал из Кейптауна в Великобританию в начале мая 1902 года, незадолго до окончания войны. В 1904 году он был произведен в майоры, а в 1908 год — подполковник и командир 3-го батальона. В 1909 году он был назначен почетным полковником, а в 1911 году он уволился с военной службы. По случаю Первой мировой войны он был восстановлен на службе в 1914 году и назначен майором 3-го батальона в Великобритании. После окончания Первой мировой войны он закончил свою армейскую службу в 1919 году.
25 сентября 1917 года после смерти своего отца Пирс Эджкамб унаследовал титулы 5-го графа Маунт-Эджкамба, 5-го виконта Маунт-Эджкамба и Вэллеторта, и 7-го барона Эджкамба из Маунт-Эджкамба. Он также занимал должности юстициария Корнуолла, заместителя лорда-лейтенанта графств Корнуолл и Девон.
15 мая 1911 года он женился на леди Эдит Вильерс (8 ноября 1878 — 1 августа 1935), единственной дочери Эдварда Хайда Вильерса, 5-го графа Кларендона (1846—1914), и леди Кэролайн Элизабет Агар (1857—1894). У них не было детей, и ему наследовал его двоюродный брат Кенелм Уильям Эдвард Эджкамб, 6-й граф Маунт-Эджкамб (1873—1965), правнук Ричарда Эджкамба, 2-го графа Маунт-Эджкамба.